# آندروستان
آندروستان (انگلیسی: Androstane) نوعی استروئید ۱۹ کربنه با هسته گونان است.